# جائزة ريتشارد لونسبري
جائزة ريتشارد لونسبري هي جائزة تمنحها كل من الأكاديمية الأمريكية الوطنية للعلوم والأكاديمية الفرنسية للعلوم بالتناوب للإنجازات العلميّة غير العادية في مجالات علم الأحياء والطب.
أنشئت جائزة ريتشارد لونسبري في عام 1979 على يد الفرنسية فيرا لونسبري إحياءاً لذكرى زوجها رائد الأعمال الأمريكي الراحل ريتشارد لونسبري، والذي سُمّيت الجائزة باسمه. كان ريتشارد وفيرا لونسبيري قد التقيا في باريس عقب الحرب العالمية الأولى، وتزوّجا، وعاشا حياتيهما ما بين باريس ونيويورك.

## اختيار الفائزين
تُمنح جائزة ريتشارد لونسبري للعلماء والباحثين الأمريكيين والفرنسيين الذين يقلّ عمرهم عن 45 عاماً، وتتناوب كل من الأكاديمية الأمريكية الوطنية للعلوم والأكاديمية الفرنسية للعلوم منح الجائزة، ففي كلّ عام تمنح إحداهما الجائزة لعالم أو باحث من الدولة الأخرى.
تقوم لجنة تحكيم مكونة من سبعة أعضاء يمثلون الأكاديميتين الفرنسية والأمريكية في كل عام باختيار الفائز بالجائزة من بين المرشحين، ويحصل الفائز بجائزة ريتشارد لونسبري على جائزة مالية قدرها 75000 دولاراً أمريكيّاً تموّلها مؤسسة ريتشارد لونسبري، بالإضافة إلى زيارة مدفوعة التكاليف لمختبر أو مؤسسة بحثية في الدولة المانحة، وتتم دعوته لإلقاء محاضرة في الدولة المانحة.

## الحاصلون على الجائزة
| السنة | الفائز بالجائزة                   | سبب الفوز بالجائزة |
| ----- | --------------------------------- | --- |
| 1979  | مايكل س. براون، وجوزيف غولدشتاين  | لعملهما في التخليق الحيوي للكوليسترول. |
| 1980  | فرانسوا موريل                     | لأبحاثه في فسيولوجيا الكلى. |
| 1981  | فيليب ليدر                        | لسلسلة مساهماته البارزة في علم الوراثة الجزيئية، والتي ساعدت على شرح الوسائل التي يتم من خلالها تنظيم المعلومات الجينية واستخدامها لتوجيه توليف منتجات خلوية معينة. |
| 1982  | بيير شامبون، وجان بيير تشانجوكس   | لأبحاثهما التي ركزت على الهياكل الأساسية للمادة الجينية والجهاز العصبي. |
| 1983  | غونتر بولبل                       | لإسهاماته البارزة في الكشف عن التفاعلات الجزيئية التي تتحكم في حركة البروتينات المصنعة حديثًا في الخلايا حقيقية النواة، ولتجاربه الثاقبة، والنتائج التي أسس بها هذه التفاعلات. |
| 1984  | ماكسيم شوارتز                     | لتحليله الجيني والكيميائي الحيوي لنظام المالتوز للإشريكية القولونية ، والذي مهد الطريق لحل سلسلة من المشاكل الأساسية في البيولوجيا الجزيئية. |
| 1985  | توماس مانياتس، ومارتن غيلارد      | لمساهماتهما الأساسية في فهمنا لبنية ووظيفة الحمض النووي، والتي كانت ضرورية وأساسية لتطوير تقنيات الحمض النووي المؤتلف. |
| 1986  | أندريه كابرون، وجاكس غلوفنسكي     | لعملهما الأساسي الذي ساهم في علاج الأمراض الطفيلية والعصبية. |
| 1987  | ألفريد ج. جيلمان، ومارتن رودبل    | لاكتشافاتهما المتعلقة بالبروتينات والآليات التي تتوسط الاستجابات الخلوية لربط الروابط بمستقبلات سطح الخلية. |
| 1988  | فرانسوا كوزين                     | لمساهماته ابارزة في توضيح الآليات المتضمنة في تحول الخلايا الخبيثة، وعلى وجه الخصوص إظهار المساهمة الضرورية لاثنين من الجينات الورمية. |
| 1989  | ريتشارد أكسل                      | لاكتشافاته التي توضح التركيب الجيني في الخلايا الحيوانية. |
| 1990  | جان روزا                          | لمساهماته البارزة في علم الوراثة، والتي فتحت طريقا جديدا في السيطرة على نقل الأكسجين في الدم وعلاج أول وباء وراثي عالمي، وعلاج داء الكريات البيضاء. |
| 1991  | هارولد واينتراوب                  | لتوضيح آلية جزيئية يمكن من خلالها لجين تنظيمي واحد أن يؤدي إلى برنامج تمايز الخلايا. |
| 1991  | مارك و. كيرشنر                    | لتوضيح الخطوات الرئيسية في دورة الخلية، وحركة الكروموسوم، وتوقيت دورة الخلية، وانهيار النواة وإعادة تشكيلها، والتحكم في الأنابيب الدقيقة في قطبية الخلية والانقسام. |
| 1992  | فيليب آشر، وهنري كورن             | لاكتشافهما لآليات النقل المتشابك. عزز فيليب آشر المعرفة العلمية بأبحاثه التي تتعلق بخصائص مستقبلات الغلوتامات التي تلعب دورًا مهمًا في التجارب، وسلط هنري كورن الضوء على التحرير الأولي للناقل العصبي في شكل كمي في الجهاز العصبي المركزي للفقاريات. |
| 1993  | ستانلي ب. بروزينر، وبرت فوغلشتاين | لاكتشافاتهم المتميزة والمثيرة حول التسبب في الأمراض التنكسية العصبية والأمراض الخبيثة. مُنحت هذه الجائزة احتفاءاً بقوة الطب الجزيئي الحديث. |
| 1994  | جان لويس ماندل                    | لعمله في علم الوراثة البشرية ولا سيما لاكتشافه طفرة في صبغي X الهش، وقد وُجد أنّ هذا النوع الجديد من الطفرات مرتبط ببعض الأمراض. |
| 1995  | دوغلاس أ. ميلتون                  | لإظهاره كيفية تمايز الخلايا والأنسجة أثناء نمو الفقاريات من خلال دراسات حول سلاسل الحمض النووي الريبي المملليمترية الموضعية في البيض والجينات التي تحفز الأديم المتوسط والأنسجة العصبية. |
| 1996  | دانييل لوفارد، وجاكس بويسيجور     | لمساهماتهما البارزة في دراسة تنظيم انقسام الخلايا والتمايز. |
| 1997  | جيمس إ. روثمان                    | عن تشريحه للآليات البيوكيميائية التي يتم بواسطتها نقل البروتينات من حجرة خلوية إلى أخرى وإلى العالم الخارجي. وتُعتبر هذه الآليات مهمة في النقل العصبي، والتكوين الحيوي للأنسجة، والإفراز الهرموني. |
| 1998  | باسكال كوسارت                     | لاكتشافاتها الأساسية في علم الأحياء الدقيقة الذي يتعامل مع آليات دخول البكتيريا وحركة العائل داخل الخلايا. |
| 1999  | إليوت م. مايروفيتس                | لمساهماته الرائدة في علم الوراثة الجزيئي لمعمارية النبات، والتي لها آثار عملية على الزراعة. |
| 2000  | ميروسلاف رادمان                   | لمساهمته في اكتشاف الآليات الجزيئية المتورطة في تكرار وإصلاح الحمض النووي، على وجه الخصوص اكتشاف إنزيم رئيسي في آلية إصلاح الحمض النووي. |
| 2001  | إيلين فوكس                        | لمساهماتها البارزة في معرفة بنية ووظيفة بروتينات الهيكل الخلوي وعلاقة هذه البروتينات بالأمراض الوراثية البشرية. |
| 2002  | دينيس لو بيهان                    | لعمله على اختراع وتطوير التصوير بالرنين المغناطيسي النووي لانتشار الدماغ ونضحه. تسمح الطريقة التي طورها برسم خرائط لحزم الألياف العصبية في الجسم الحي ولها تطبيقات متعددة في كل من علم الأمراض الطبي ومجالات العلوم المعرفية. |
| 2003  | كارول و. جريدر                    | لدراساتها البيوكيميائية والوراثية الرائدة للتيلوميراز، وهو الإنزيم الذي يحافظ على نهايات الكروموسومات في الخلايا حقيقية النواة. |
| 2004  | بريجيت كيففر                      | لعملها الرائد في البيولوجيا العصبية الجزيئية للسلوكيات الخاضعة للتحكم في المواد الأفيونية، والتي لها نتائج مهمة جدًا في علاج الألم وتعاطي المخدرات والاضطرابات العاطفية. |
| 2005  | جون كوريان                        | لدوره الحاسم في الكشف عن الآليات الهيكلية الكامنة وراء العملية في تكرار الحمض النووي وتنظيم كينازات التيروزين والبروتينات المستهدفة المتفاعلة. |
| 2006  | كاثرين دولاك                      | لمساهماتها الرئيسية في الإدراك والترجمة السلوكية للفيرومونات في الثدييات. |
| 2007  | شيودونغ وانغ                      | لدراساته البيوكيميائية الرائدة حول موت الخلايا المبرمج، والتي أوضحت مسارًا جزيئيًا يؤدي إلى داخل وخارج الميتوكوندريا وإلى النواة. |
| 2008  | جان لوران كازانوفا                | لمساهماته في فهم الأساس الجيني للاستعداد للإصابة بأمراض الطفولة الفيروسية والبكتيرية، والتي لها آثار سريرية مهمة لتشخيص وإدارة الأمراض المعدية. |
| 2009  | كورنيليا إ. بارغمان               | لاستخدامها المبتكر والناجح بشكل غير عادي للجينات الجزيئية والكلاسيكية لاستكشاف أساس سلوك الخلايا العصبية الفردية في الربداء الرشيقة. |
| 2010  | جيرار كارسنتي                     | لأبحاثه حول الآليات الجزيئية التي تكمن وراء تكوين العظام وإعادة تشكيلها. |
| 2011  | بوني ل. باسلر                     | لاكتشافاتها الرائدة حول الاستخدام العالمي للتواصل الكيميائي بين البكتيريا وتوضيح الآليات الهيكلية والتنظيمية التي تتحكم في التجمعات البكتيرية. |
| 2012  | أوليفر بوركييه                    | لأبحاثه في الزخرفة الجنينية في الفقاريات وخاصة في الآليات الجينية والتنموية التي تتحكم في التجزئة. |
| 2013  | كارل دايسروث                      | لإسهاماته الرائدة في تقنيات البصريات الجينية التي يسمح فيها إدخال بروتين بكتيري واحد في خلية عصبية بالتحكم الرائع في الخلايا العصبية بالضوء. |
| 2014  | فريديريك سودو                     | لمساهماته البارزة في فهم الآليات الجزيئية والخلوية المسببة لمرض هنتنغتون. |
| 2015  | هوبي هويكسترا                     | لعملها في التحقيق في الأساس الجزيئي لكيفية التكيف مع الضغوط الانتقائية الجديدة يؤسس ويحافظ على التنوع أثناء التطور. |
| 2016  | برونو كلاهولتز                    | لأبحاثه في علم الأحياء الإنشائي (عن طريق حيود الأشعة السينية وطرق الفحص المجهري الإلكتروني بالتبريد) على تنظيم التعبير الجيني على مستوى النسخ (هياكل المستقبلات النووية لحمض الريتينويك وفيتامين د) ومستوى ترجمة البروتين (معقدات البدء والإنهاء وهيكل الريبوسوم البشري). |
| 2017  | برديس سابتي                       | لمساهماتها في الصحة العالمية ودراسة الأمراض والأوبئة المستجدة، والتي من بينها الإيبولا وحمى لاسا والملاريا. |
| 2018  | يوهانس بيليتش                     | لعمله الذي ركز على التنظيم الجيني والميكانيكي الذي يكمن وراء تكاثر الأنسجة والتوازن والإصلاح في الظروف الفسيولوجية والمرضية (باستخدام مجموعة من الأساليب متعددة التخصصات التي تتضمن التصوير المتطور وعلم الوراثة والنهج الجزيئية واسعة النطاق والحاسوبية تحليلات) بما في ذلك آليات الاستشعار الميكانيكي المحلي وطويل المدى أثناء الحركة الخلوية التي تعيد تشكيل الخلية المنقسمة تلتصق بالتقاطع. |
| 2019  | جاي شندور                         | لإسهاماته الرائدة، والقيادية في الموجة الثانية من علم الجينوم الذي يغير علم الوراثة والطب. من خلال تطويره لتسلسل الإكسوم وغيرها من التقنيات الجديدة، كما حدد نماذج جديدة لتورط جينات مرض مندل ، وتفسير التباين الجيني، وتنميط الخلية الواحدة للأنساب التطورية وتنظيم الجينات في الكائنات الحية بأكملها.                                                                                         |
| 2020  | ماري مانسو                        | لأبجاثها في علم الأحياء التنموي، وعلى وجه الخصوص تطور الأنماط الدورية على ريش الطيور. |